# Kadžari
Rodbina Kadžar (perzijsko سلسله قاجار Selsele-ye Qājār) je bila iranska kraljevska rodbina turškega porekla, posebej iz ljudstva Kadžarov, ki je vladala nad Iranom od leta 1789 do 1925. Rodbina Kadžar je leta 1794 prevzela popoln nadzor nad Iranom, odstranila Lotfa 'Ali Khana, zadnjega šaha rodbine Zand in ponovno uveljavila iransko suverenost nad velikimi deli Kavkaza. Leta 1796 je Mohammad kan Kadžar z lahkoto zasegel Mašhad, s čimer je končal rodbino Afšaridov, Mohamed kan pa je bil formalno okronan kot šaha po svoji kaznovalni kampanji proti iranskim gruzijskim podložnikom. Na Kavkazu je rodbina Kadžar v 19. stoletju trajno izgubila veliko iranskih integralnih območij, ki so jih sestavljale sodobna Gruzija, Dagestan, Azerbajdžan in Armenija.